# 均楚镇
均楚镇，是中华人民共和国湖南省株洲市醴陵市下辖的一个乡镇级行政单位。

## 行政区划
均楚镇下辖以下地区：
金山社区、均楚桥社区、周坊村、殷家冲村、樟桥村、老湾村、青山村、军山村、李婆塘村、大垅洲村、岱兴桥村、潘家冲村、赵公岭村、马家垅村、荷叶坝村、长岭坳村、日新桥村、黄田村和黄谷村。